# Föreningen för kvinnans politiska rösträtt i Lysekil
Föreningen för kvinnans politiska rösträtt i Lysekil, även kallad Lysekilsföreningen för kvinnans politiska rösträtt, var Lysekils lokalförening inom Landsföreningen för kvinnans politiska rösträtt (LKPR). Föreningen bildades den 6 november 1907 och var verksam lokalt i Lysekil för införandet av kvinnors rösträtt i Sverige.